# Arthur Bache Walkom
Arthur Bache Walkom (8 de febrero de 1889 – 2 de julio de 1976) fue un paleobotánico australiano y director de Museo.
Walkom era aborigen de Grafton, Nueva Gales del Sur, mudándose con su familia a Sídney, donde se educó en Petersham Public y en "Fort Street High School Model; y en la Universidad de Sídney graduándose con un D.Sc. en 1918. Trabajó bajo el Profesor Sir Edgeworth David como demostrador joven.
De 1939 a 1954, fue director del Museo Australiano. Y de 1947 a 1954, sirvió en el Comité de Museos de la UNESCO.

## Algunas publicaciones
- arthur Bache Walkom. 1952. Guide to the Australian Museum and its contents. Editor Govt. Pr. 127 pp.

- ----------------------------------. 1949. Gondwanaland, a problem of palaeogeography: presidential address. Editor H.M. Pimblett, Govt. Pr. 13 pp.

- ----------------------------------. 1948. Guide to the Australian Museum and its contents. 3.ª edición de Australian Museum, 127 pp.

- ----------------------------------, david jones Limited. 1948. Exhibition of Australian Aboriginal art and its application. Editor Australian Museum, 7 pp.

- ----------------------------------. 1933. Report of the twenty-first meeting of the Australian and New Zealand Association for the Advancement of Science. Editor The Association, 550 pp.

- ----------------------------------. 1929. Note on a fossil wood from Central Australia. Volumen 54, Parte 3 de Proc. of the Linnean Soc. of New South Wales. Editor Linnean Soc. of New South Wales, 2 pp.

- ----------------------------------. 1925. The Linnean society of New South Wales (founded 1874): For "the cultivation and study of the science of natural history in all its branches". Editor The Australasian Medical Publishing Co. Ltd. 46 pp.

- ----------------------------------. 1922a. Palaeozoic Floras of Queensland. 64 pp.

- ----------------------------------. 1922b. The flora of the lower and upper Bowen series. N.º 270 de Publication - Geological Survey of Queensland. Editor A.J. Cumming, Govt. Pr. 64 pp.

- ----------------------------------. 1921a. Mesozoic floras of New South Wales: pt. 1-. N.º 12 de Memoirs of the Geological Survey of New South Wales: Palaentology. Editor W.A. Gullick, govt. pr.

- ----------------------------------. 1921b. Fossil plants from Cockabutta Mountain and Talbragar. N.º 12 de Memoirs of the Geological Survey of New South Wales : Palaeontology. Parte 1 de Mesozoic floras of New South Wales. Editor W.A. Gullick, Govt. Pr. 21 pp.

- ----------------------------------. 1921c. On the occurrence of Otozamites in Australia, with descriptions of specimens from Western Australia. Edición reimpresa de Linnean Soc. of New Wales, 153 pp.

- ----------------------------------, benjamin Dunstan. 1919. The floras of the Burrum and Styx River series. N.º 263 de Publication - Geological Survey of Queensland. Editor A.J. Cumming, Govt. Pr. 76 pp.

- ----------------------------------. 1919. On a collection of Jurassic plants from Bexhill, near Lismore, N.S.W. Edición reimpresa de Linnean Soc. of New South Wales, 11 pp.

- ----------------------------------, benjamin Dunstan. 1918. The flora of the Maryborough (Marine) series. N.º 262 de Publication - Geological Survey of Queensland. Editor A.J. Cumming, Govt. Pr. 20 pp.

- ----------------------------------. 1916. Report on the Pyroxene granulites: collected by the British Antarctic Expedition, 1907-1909. Volumen 2, Parte 10 de Natural history report. Editor Published for the Expedition by William Heinemann, 9 pp.

- ----------------------------------. 1915. Mesozoic floras of Queensland. Editor Geological Survey of Queensland, 112 pp.

- ----------------------------------. 1915. The flora of the Ipswich and Walloon series. N.º 252 de Publication - Geological Survey of Queensland. Editor A.J. Cumming, Govt. Pr.

## Honores
- 1948: Medalla Clarke, por la Royal Society of New South Wales

### Epónimos
- Género fósil de conífera Walkomiella

- La abreviatura «Walkom» se emplea para indicar a Arthur Bache Walkom como autoridad en la descripción y clasificación científica de los vegetales.[1]